# William Kitchen Parker
William Kitchen Parker, född den 23 juni 1823 i Dogthorpe nära Peterborough, död den 3 juli 1890 i Cardiff, var en brittisk zoolog.
Parker, som ända till var 1883 praktiserande läkare, utnämndes 1873 till professor i jämförande anatomi vid Royal College of Surgeons i London. Parkers vetenskapliga betydelse ligger i hans undersökningar rörande ryggradsdjurens kranium. I ett stort antal uppsatser behandlade han detta ämne både rent anatomiskt och embryologiskt. Genom senare, med bättre tekniska metoder utförda, arbeten har dock Parkers undersökningar förlorat sin aktuella betydelse. I viss mån sammanfattas dessa studier i den av honom och George Thomas Bettany skrivna The morphology of the skull (1877).